# Malé Uherce
Malé Uherce (em húngaro: Kisugróc) é um município da Eslováquia, situado no distrito de Partizánske, na região de Trenčín. Tem 5,01 km² de área e sua população em 2018 foi estimada em 752 habitantes.

## Demografia
| Ano:        | 1994 | 2004   | 2014   | 2024    |
| ----------- | ---- | ------ | ------ | ------- |
| Broj ljudi: | 698  | 728    | 715    | 859     |
| Razlika:    |      | +4,29% | -1,78% | +20,13% |

| Ano:               | 2023 | 2024   |
| ------------------ | ---- | ------ |
| Número de pessoas: | 853  | 859    |
| Diferença:         |      | +0,70% |